# Higinio Anglés
Higinio Anglés Pamies, född den 1 januari 1888 i Maspujols i Tarragona, död den 8 december 1969 i Rom, var en spansk musikforskare.
Anglés var elev i musikhistoria till bland andra den tyske medeltidsspecialisten Friedrich Ludwig. År 1918 blev han bibliotekstjänsteman i Barcelona och 1927 lärare vid konservatoriet där. Anglés var en av sin samtids främsta och produktivaste musikforskare och behandlade i ett flertal arbeten sitt lands äldre musikhistoria och utgav även ett flertal äldre kompositioner. Bland hans arbeten märks Els madrigals i la missa de difunts d'En Brudieu (1921, tillsammans med Felipe Pedrell), Orgelmusik der Schola hispanica von 15. bis 17. Jahrhundert (1926), Johannis Pujol Opera omnia (1926-30), El códex musical de las Huegas (1931) och La música en la sorte de las reyes católicos (1942).